# Perizoma costiguttata
Perizoma costiguttata är en fjärilsart som beskrevs av George Duryea Hulst 1896. Perizoma costiguttata ingår i släktet Perizoma och familjen mätare. Inga underarter finns listade i Catalogue of Life.